# Schiphol-Rijk
Schiphol-Rijk is een Nederlandse plaats en een bedrijventerrein ("park"), grenzend aan de Luchthaven Schiphol. Schiphol-Rijk ligt aan de rand van de gemeente Haarlemmermeer ten noordwesten van Aalsmeer, in de provincie Noord-Holland. Het is vernoemd naar het voormalige dorp Rijk dat in de jaren vijftig is afgebroken om plaats te maken voor Schiphol-Centrum.
In Schiphol-Rijk, dat tegen het voormalige fabrieksterrein van vliegtuigbouwer Fokker aanligt, zijn alle straten genoemd naar vliegtuigfabrikanten:

Beechavenue, Bellsingel, Boeingavenue, Capronilaan, Cessnalaan, Douglassingel, Fokkerweg, Koolhovenlaan en Tupolevlaan.
Hier is ook een hotel van de Radisson Groep. Hier kunnen mensen voor en na hun vliegreis overnachten. Dit is handig als ze vroeg op Schiphol moeten zijn en/of laat terugkomen.
Schiphol-Rijk ligt aan de volgende wegen:
- de Kruisweg (deel van de N196), Aalsmeer - Hoofddorp
- de (omgelegde) N201 (hier Rijkerdreef geheten), Aalsmeer - Hoofddorp
- de Fokkerweg (deel van de N232), vanuit Schiphol-Oost

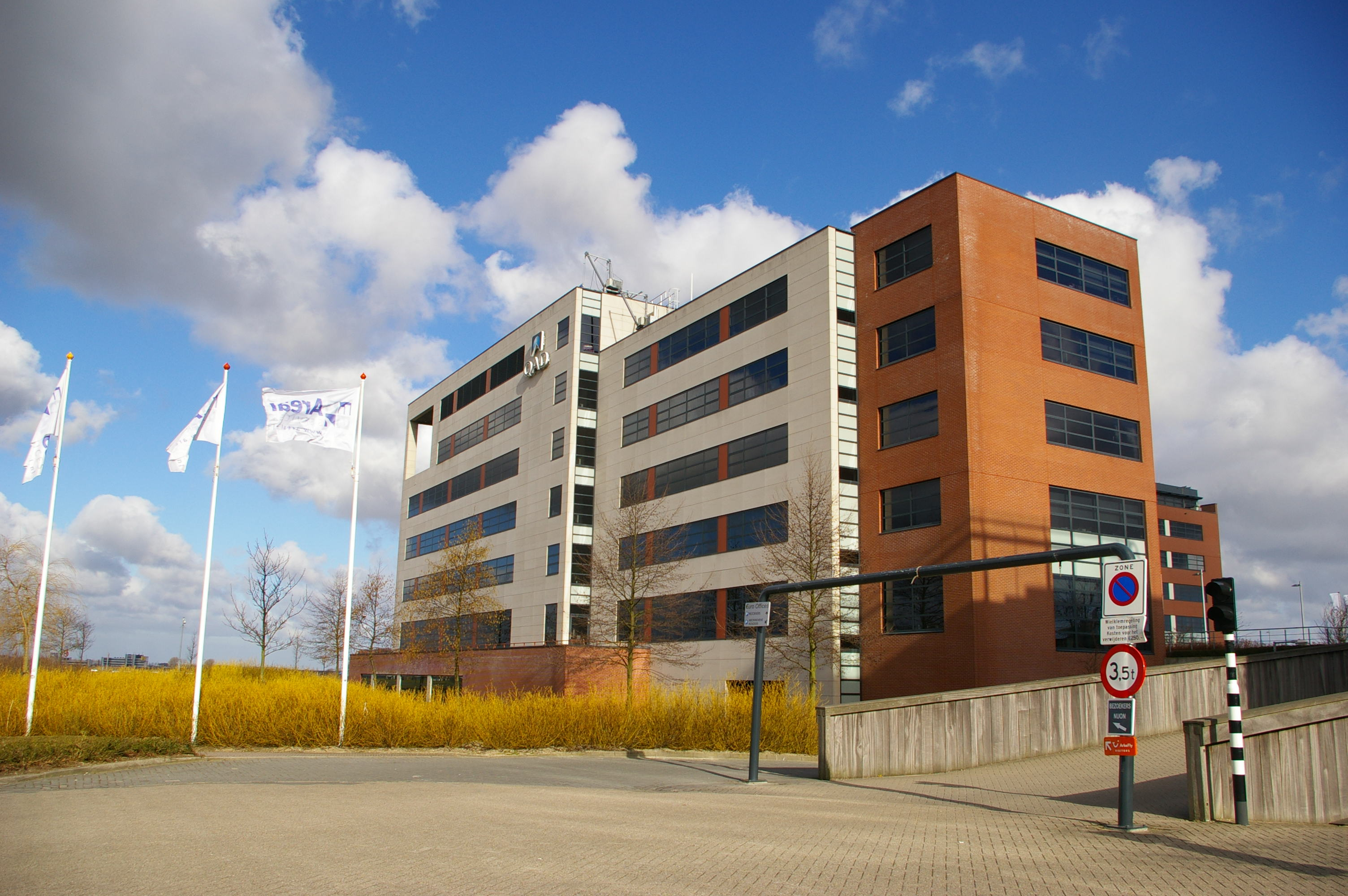
Hoofdkantoor van TUI, aan de Beechavenue
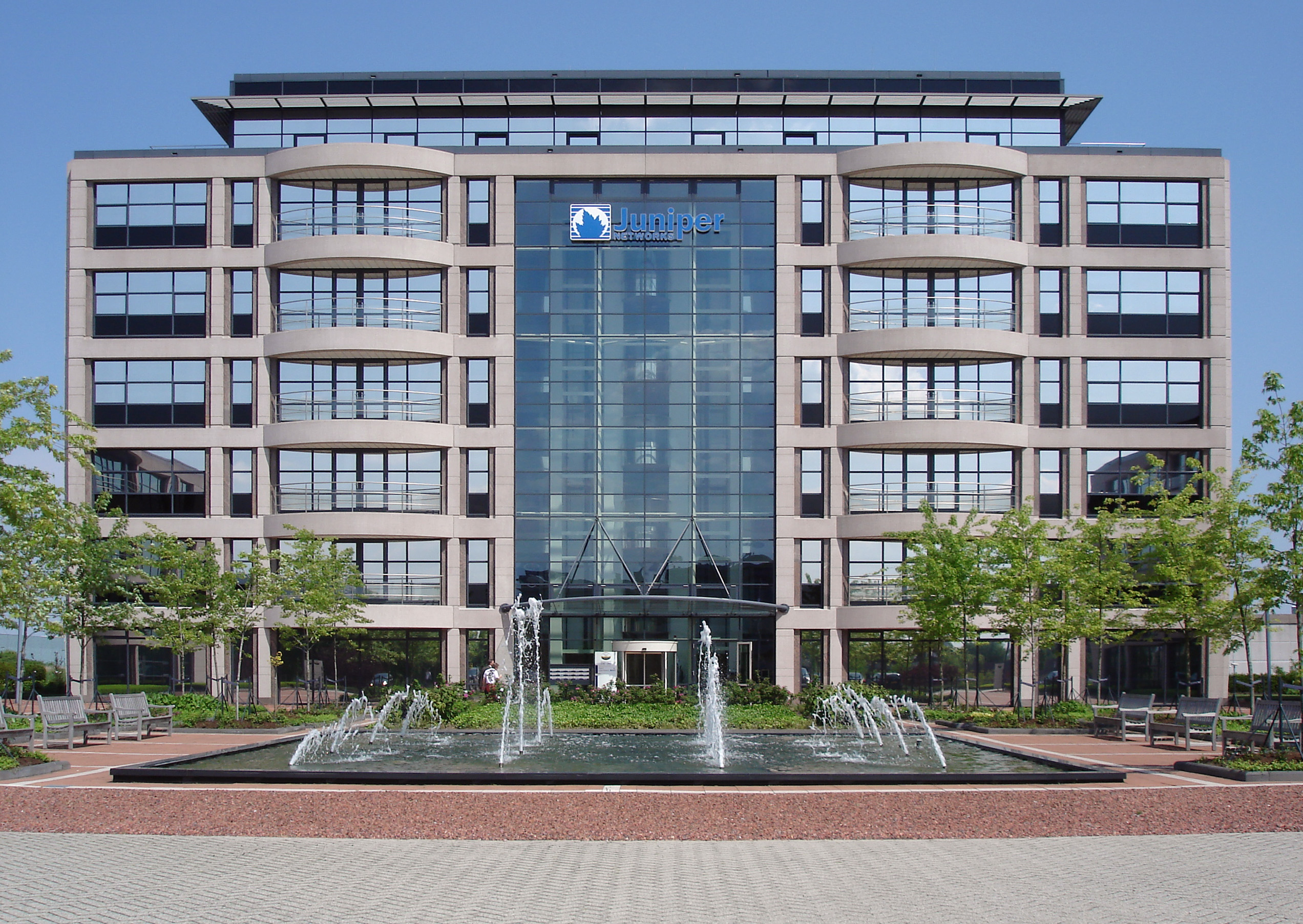
Europees hoofdkantoor van Juniper Networks, aan de Boeingavenue
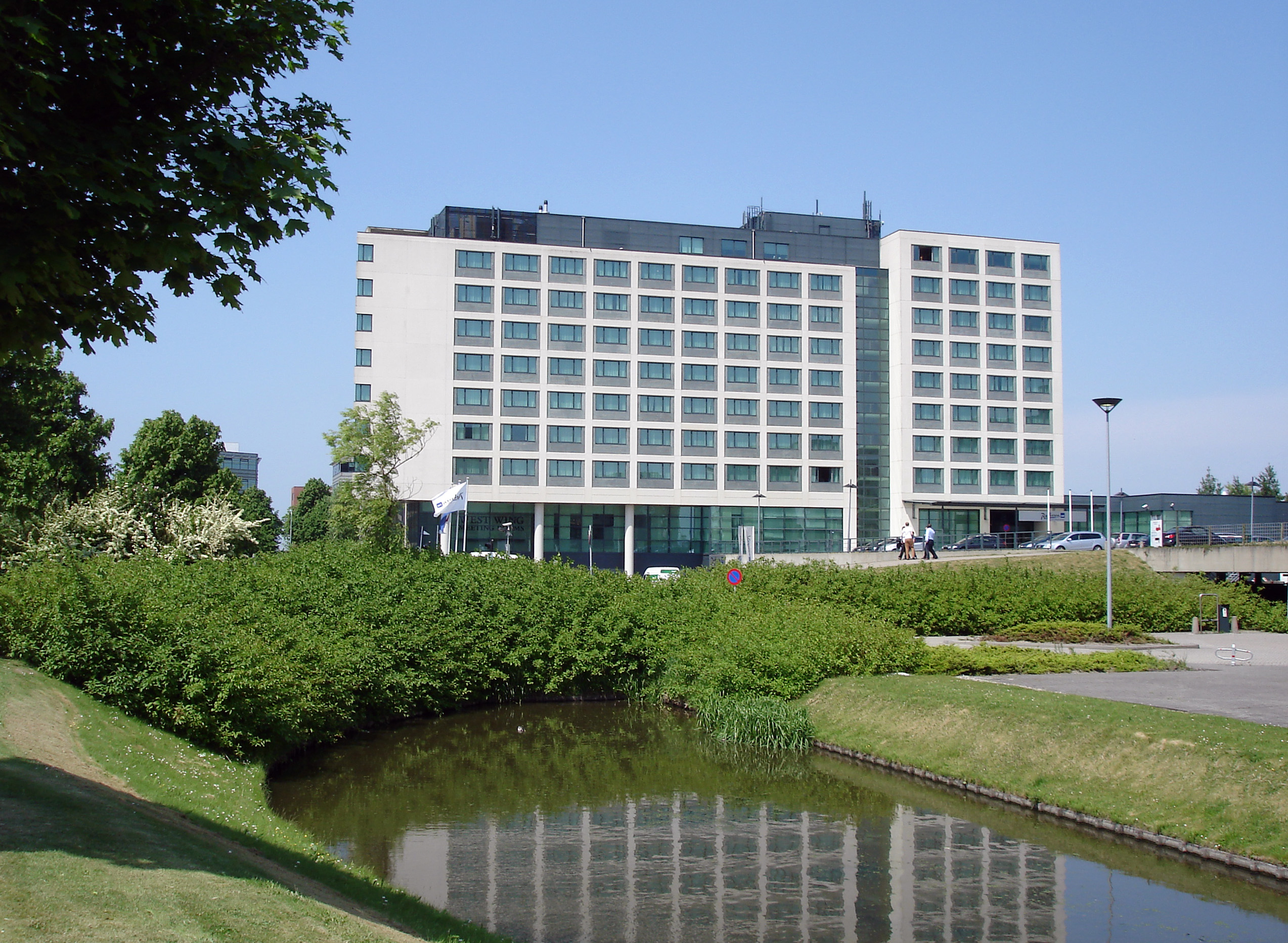
Radisson hotel, aan de Boeingavenue